# Spirostreptus flavifrons
Spirostreptus flavifrons är en mångfotingart som beskrevs av Porath 1872. Spirostreptus flavifrons ingår i släktet Spirostreptus och familjen Spirostreptidae. Inga underarter finns listade i Catalogue of Life.